# Bérrio (Schiff)
Die Bérrio (Kennung A 5210) war ein 1969 gebauter Tanker, der zunächst als unter dem Namen Blue Rover in der Royal Navy unter anderem im Falklandkrieg zum Einsatz kam und 1993 von der portugiesischen Marine angekauft wurde. 2020 wurde das Schiff außer Dienst gestellt.

## Bau und technische Daten
Als Ersatz für die kleinen Tanker der Ranger-Klasse, die noch aus dem Zweiten Weltkrieg stammten, beauftragte das Verteidigungsministerium des Vereinigten Königreichs die Rover-Klasse, von denen zwischen 1969 und 1974 für die Royal Fleet Auxiliary (RFA) fünf Einheiten gebaut wurden. Als drittes dieser Schiffe wurde die Blue Rover auf der Werft Swan Hunter in Hebburn am 30. Dezember 1968 auf Kiel gelegt. Der Stapellauf des Schiffes fand am 11. November 1969 statt. Beim Bau des Kraftstofftanks geriet das Schiff am 9. März 1970 in Brand, wobei zwei Werftarbeiter getötet wurden; die Fertigstellung verzögerte sich um drei Monate.
Der Tanker war 140,6 Meter lang, 19,2 Meter breit und hatte einen Tiefgang von 7,3 Metern. Seine Verdrängung betrug 4.700 Tonnen standard bzw. 11.520 Tonnen maximal. Probleme mit dem ursprünglichen Antrieb durch Ruston-Diesel führten 1974 zum Austausch der Motoren: eingebaut wurden stattdessen zwei 16-Zylinder-Dieselmotoren des Herstellers Semt Pielstick, die 15.360 PS leisteten und auf eine Schraube wirkten. Damit erreichte der Tanker eine Geschwindigkeit von 19,0 Knoten und hatte bei einer Geschwindigkeit von 15 Knoten eine Reichweite von 15.000 Seemeilen. Die Besatzung bestand aus 71 Mann. Als Bewaffnung trug der Tanker zwei 20-mm-Oerlikon-Kanonen.
Die Blue Rover war, wie zu ihrer Bauzeit üblich, als Einhüllenschiff konstruiert. Sie konnte 4500 Tonnen Dieselkraftstoff aufnehmen und darüber hinaus 460 Tonnen Flugkraftstoff, 325 Tonnen Wasser, 10 Tonnen Schmieröle sowie 120 Tonnen Trockenfracht und 25 Tonnen Munition transportieren. Am Heck des Schiffes befand sich ein Hubschrauberlandeplatz.

## Geschichte

### AlsBlue Rover(1970–1993)
Nach der Indienststellung durch die Royal Fleet Auxiliary am 15. Juli 1970 setzte die Marine die Blue Rover in den nächsten gut 20 Jahren schwerpunktmäßig im Nordatlantik ein. Darüber hinaus führten zahlreiche Fahrten ins Mittelmeer, den Persischen Golf, den Südpazifik sowie den Südatlantik. Neben Routineaufgaben wie das Training der Mannschaften, Begleitung und Versorgung von Marineeinheiten oder NATO-Manövern setzte die Royal Navy die Blue Rover in mehreren Konflikten ein.
Nach den Erprobungsfahrten setzte die Marine das Schiff in Richtung Südafrika in Fahrt. Von dort begleitete der Tanker die Königliche Yacht Britannia auf der Reise nach Pitcairn. Zurückgekehrt nach Großbritannien unterstützte sie während des Ersten und Zweiten Kabeljaukrieges im Mai sowie im September und Oktober 1973 Einheiten der Royal Navy im Einsatz zum Schutz britischer Fischereischiffe vor Island. Ab Dezember begleitete die Blue Rover wieder die Britannia in den Südpazifik nach Pitcairn. Dabei erlitt sie einen schweren Maschinenschaden und musste von der Staatsyacht nach Tahiti zur Reparatur geschleppt werden, bevor sie nach Großbritannien zurückkehrte. Dort erhielt sie die neuen Pielstick-Dieselmotoren und befand sich im Mai 1976 während des Dritten Kabeljaukrieges wieder vor Island. Ein Jahr später, im September 1977, verlor sie vor Bergen ihr Ruder und musste nach Rosyth abgeschleppt werden. Bis Januar 1979 verblieb sie in heimischen Gewässern und begleitete dann die Britannia ins Mittelmeer und über den Sueskanal in den Persischen Golf. Dort verblieb sie bis März, um gegebenenfalls Zivilisten aus dem Iran zu evakuieren. Über den Sueskanal kehrte sie zurück, fuhr aber auch in den Folgejahren immer wieder ins Mittelmeer. Von April bis Juli 1982 gehörte die Blue Rover zu den Schiffen der Marine, die im Falklandkrieg eingesetzt wurden. Dort diente sie schwerpunktmäßig als Unterstützungsschiff der Kriegsschiffgruppe in Südgeorgien. Im November 1983 gehörte sie zu den fünf britischen Schiffen, die den multinationalen Truppenverband im Libanon unterstützte. Anschließend folgte Fahrten in den heimischen Gewässern, mehrfach zu den Falklands sowie als letzte Auslandsfahrt nach Corpus Christi in Texas. Im März 1993 verkaufte Großbritannien den Tanker nach Portugal.

### AlsBérrio(1993–2020)
Als Ersatz für den zweiten Flottentanker der portugiesischen Marine, der 1963 gebauten São Gabriel kaufte Marine den Tanker von der Royal Navy. Am 31. März 1993 übernahm die portugiesische Marine das Schiff in Portsmouth und gab ihr den Namen Bérrio (A 5210) nach einer der Karavellen aus Vasco da Gamas Flotte, mit der er 1498 den Seeweg nach Indien entdeckte. Die Bérrio war der einzige Tanker der portugiesischen Marine und ihr größtes Schiff. Sie wurde zunächst in Falmouth überholt und nahm anschließend den Routinedienst mit Training der Mannschaften, Begleitung und Versorgung von Marineeinheiten oder NATO-Manövern teil. Einsatzgebiete waren vor allem der Nordatlantik, das Mittelmeer und afrikanische Gewässer. Darüber hinaus wurde der Tanker auch in mehreren Konflikten eingesetzt.
Im Jahr 1995 unterstützte die Bérrio in der Adria Einheiten der NATO bei der Operation Sharp Guard, mit der die Wirtschaftssanktionen und das Waffenembargo gegen die Bundesrepublik Jugoslawien durchgesetzt wurden. Drei Jahre später, 1998, war das Schiff Bestandteil der portugiesischen Eingreiftruppe, die mit der „Operação Crocodilo“ Ausländer aus dem Bürgerkrieg in Guinea-Bissau evakuierte. Bei dieser Operation unterstützte die Bérrio nicht nur die Schiffe der Eingreiftruppe logistisch, sondern beteiligte sich auch an der Landetruppe, die für die Operation an Bord genommen worden war. Im April 2000 wurde der Tanker als Teil von EUROMARFOR eingesetzt. Erneut beteiligte sich die Bérrio an der Evakuierung von Ausländern in Guinea-Bissau, als dort 2012 ein Militärputsch stattfand.
Im Jahr 2019 wurde eine letzte Überholung beschlossen, um den Tanker bis zur Beschaffung eines Ersatzes noch in Dienst zu halten. Bei der vorbereitenden Inspektion wurden so große Schäden entdeckt, dass eine Reparatur als nicht mehr wirtschaftlich eingestuft wurde. Die Marine stellte daher den Tanker am 1. Juni 2020 außer Dienst. Ein Ersatz ist für 2028 vorgesehen.